# Salicionale
Il salicionale è un particolare registro dell'organo.

## Struttura
Il salicionale è un registro ad anima della famiglia dei registri violeggianti. La sua presenza è molto comune, quasi sempre nella misura di 8', e il suo timbro è particolarmente delicato. Negli strumenti di grandi dimensioni è possibile trovarlo anche nelle misure da 4' e da 16'. 
Il nome deriva dal latino salix (salice), e, nel XV secolo, era un registro di flauto costruito con quel particolare legno. Solo successivamente divenne un registro violeggiante. Le canne sono, nella maggioranza dei casi, metalliche, cilindriche e aperte a tuba allungata di piccolo diametro.